# Achyrolimonia trigonia
Achyrolimonia trigonia is een tweevleugelige uit de familie steltmuggen (Limoniidae). De soort komt voor in het Oriëntaals gebied.

## Ondersoorten
- Achyrolimonia trigonia samarensis
- Achyrolimonia trigonia trigonia